# Pyramidella ventricosa
Pyramidella ventricosa är en snäckart som beskrevs av Forbes 1843. Pyramidella ventricosa ingår i släktet Pyramidella och familjen Pyramidellidae. Inga underarter finns listade i Catalogue of Life.